# Masinya
Masinya es un subcondado del distrito de Busia. Está ubicado en la región Oriental de Uganda.

## Superficie
Posee una superficie de 43,38 kilómetros cuadrados.

## Población
Hasta 2020 presentaba una población de 23 800 habitantes, con una densidad de población de 548,6 habitantes por kilómetro cuadrado. De ellos 11 700 correspondían a hombres (49,2%) y 12 100 mujeres (50,8%).